# 13e cérémonie des European Film Awards
La 13e cérémonie des prix du cinéma européen (13th European Film Awards), organisée par l'Académie européenne du cinéma, a eu lieu à Paris le 2 décembre 2000 et a récompensé les films réalisés dans l'année.

## Palmarès

### Meilleur film
Dancer in the Dark
- Pain, Tulipes et Comédie (Pane e tulipani)
- Infidèle (Trolösa)
- Harry, un ami qui vous veut du bien
- Billy Elliot
- Chicken Run
- Le Goût des autres

### Meilleur acteur
Sergi López - Harry, un ami qui vous veut du bien
- Bruno Ganz - Pain, Tulipes et Comédie
- Ingvar E. Sigurðsson -  Les Anges de l'univers
- Stellan Skarsgård - Aberdeen
- Jamie Bell - Billy Elliot
- Krzysztof Siwczyk - Wojaczek

### Meilleure actrice
Björk - Dancer in the Dark
- Sylvie Testud - La Captive
- Bibiana Beglau - Les Trois Vies de Rita Vogt
- Julie Walters - Billy Elliot
- Lena Endre - Infidèle

### Meilleur scénariste
Agnès Jaoui et Jean-Pierre Bacri - Le Goût des autres

### Meilleur directeur de la photographie
Vittorio Storaro - Goya

### Meilleur film documentaire
- Les Glaneurs et la Glaneuse d'Agnès Varda

### Discovery of the Year
- Ressources humaines de Laurent Cantet

### Lifetime Achievement Award
- Richard Harris

### Screen International Award
(Prix international du cinéma)
- O'Brother (O Brother, Where Art Thou?) – Joel Coen